# Integrierte Wasserhaushaltsmodellierung
Die Integrierte Wasserhaushaltsmodellierung (englisch: Integrated Catchment Modelling) bezeichnet ein Teilgebiet der allgemeinen Wasserhaushaltsmodellierung, in dem die Anwendung von numerischen Grundwassermodellen, hydraulischen Oberflächenwassermodellen und Bodenwasserhaushaltsmodellen in einem System kombiniert wird.

## Beschreibung
Ein wichtiges Merkmal von Integrierten Wasserhaushaltsmodellen ist die bilaterale Kopplung aller hydrologischen Prozesse. Eine bilaterale Kopplung ermöglicht eine wechselseitige Beeinflussung der simulierten Wasserhaushaltsgrößen in beide Austauschrichtungen. Dieser Effekt wird für jeden Zeitschritt iterativ über numerische Gleichungslöser explizit oder implizit gelöst. Hierdurch werden die natürlichen Prozesse realitätsnah abgebildet und ermöglichen im Gegensatz zu einfachen Grundwasser- und Wasserhaushaltsmodellen genaue und hochaufgelöste Berechnungen von Grundwasserständen, Grundwasserneubildung, Verdunstung und Gewässerwasserständen sowie -abflüssen. Die numerischen Grundlagen für eine integrierte Wasserhaushaltsmodellierung sind sehr rechenintensiv, weshalb diese erst etwa seit dem Jahrtausendwechsel durch verbesserte Rechenleistungen vermehrt Einsatz finden.
Integrierte Wasserhaushaltsmodelle werden idealerweise an der Umhüllenden von oberirdischem und unterirdischem Einzugsgebiet abgegrenzt, sodass keine Annahmen für die seitlichen Randbedingungen getroffen werden müssen. Somit wird die Wasserbilanz für die betrachteten Modellgebiete vollständig geschlossen. Besonders vor dem Hintergrund des fortschreitenden Klimawandels und länger anhaltenden Dürreperioden gewinnen Integrierte Wasserhaushaltsmodelle zunehmend an Relevanz.

## Software
In der Hydrologie existieren zahlreiche Softwarelösungen für die Forschung und Praxis, die einzelne Komponenten miteinander koppeln, aber nicht alle Komponenten abbilden und somit nicht die Wasserbilanz schließen. Derzeit gibt es noch wenig Softwarelösungen, die die Anforderungen vollständig erfüllen, um als Integriertes Wasserhaushaltsmodell bezeichnet werden zu können. Im Europäischen Raum ist die Software MIKE SHE von DHI weit verbreitet, wohingegen im nordamerikanischen Raum die Software HydroGeoSphere von Aquanty viel Einsatz findet.

## Typische Anwendungsgebiete
Im Gegensatz zu klassischen Grundwassermodellen oder GIS-basierten Wasserhaushaltsmodellen benötigen Integrierte Wasserhaushaltsmodelle weniger feste Randbedingungen, da alle Prozesse während der Simulation eigenständig berechnet werden. Dies erhöht die Anzahl an Freiheitsgraden und Zuverlässigkeit der Ergebnisse. Jedoch sind für den Aufbau und die Anwendung von Integrierten Wasserhaushaltsmodellen mehr Parameter notwendig, sodass ein vertieftes Verständnis über alle hydrologischen Themenfelder, wie Hydrogeologie, Bodenkunde, Hydraulik und Hydrologie erforderlich sind. Da der Aufbau und die Kalibrierung solcher Modelle mit einem erhöhten Arbeitsaufwand einhergeht, werden sie üblicherweise vor allem zur Beantwortung von speziellen Fragestellungen eingesetzt, welche sich durch Wassermangel oder komplexe Interaktionen zwischen Oberflächengewässer- und Grundwassersysteme auszeichnen. Typische Anwendungsgebiete sind unter anderem:
- Grundwasserneubildungsberechnung (Dargebotsermittlung)
- Speicherbewirtschaftung
- Landschaftswasserhaushalt[1]
- Landwirtschaft[2]
- Moorwiedervernässung[3]
- Regionale Wasserhaushaltsbilanzierung
- Bergbaufolge-Grundwassermanagement